# Томислав Караџић
Томислав Толе Караџић (Петњица, код Шавника, 10. фебруар 1939) српски је привредник и бивши председник Фудбалског савеза Србије и ФК Партизан.

## Биографија
Томислав Караџић рођен је 10. фебруара 1939. године у Петњици, код Шавника. Гимназију је завршио у Београду, а дипломирао на Економском факултету у Суботици. Од 1968. године бавио се руковођењем у великим пословним системима у Суботици, а од 1989. власник је приватног предузећа, осам година и председник „Фонда за извоз”.
Активности у фудбалском спорту везане су за радне обавезе на месту председника Фудбалског савеза Војводине, где је провео петнаест година. У два мандата био је заменик председника Фудбалског савеза Србије и Црне Горе. У више наврата био је потпредседник Фудбалског савеза Србије и два пута налазио се на челу Фудбалског клуба Спартак из Суботице.
На место председника Фудбалског савеза Србије, са четворогодишњим мандатом (2008—2012), изабран је на Скупштини ФСС, 15. јула 2008. године у Београду. До тог дана обављао је функцију председника Фудбалског клуба Партизан. Почасни је председник ФСС и почасни грађанин Суботице.
Ожењен је супругом Ђином, има троје деце и петоро унучади.